# 名古屋市立正木小学校
名古屋市立正木小学校（なごやしりつ まさきしょうがっこう）は、名古屋市中区正木一丁目の公立小学校。

## 歴史

### 沿革
- 1907年（明治40年）7月1日 - 古渡尋常小学校から独立し、正木尋常小学校の名称で設立される[WEB 1]。

### 児童数の変遷
『愛知県小中学校誌』（1998年）によると、児童数の変遷は以下の通りである。
| 1947年（昭和22年） | 642人 |  |
| 1957年（昭和32年） | 969人 |  |
| 1967年（昭和42年） | 566人 |  |
| 1977年（昭和52年） | 385人 |  |
| 1987年（昭和62年） | 344人 |  |
| 1997年（平成9年）  | 292人 |  |

## 通学区域
所管する名古屋市教育委員会は、2019年（令和元年）9月1日現在、中区のうち、古渡町・正木一丁目・正木二丁目・正木三丁目・正木四丁目の全域および伊勢山一丁目・伊勢山二丁目・金山一丁目の各一部を通学区域として指定している。
また、卒業後の進学先は名古屋市立伊勢山中学校となっている。

### WEB
1. ↑  “学校概要”.   名古屋市立正木小学校. 2020年8月23日閲覧。
2. ↑  名古屋市教育委員会事務局総務部教育環境計画室計画係 (2019年9月1日). “名古屋市立小・中学校の通学区域一覧（中区）” (PDF).   名古屋市. 2020年8月23日閲覧。
3. ↑  名古屋市教育委員会事務局総務部教育環境計画室計画係 (2018年4月1日). “名古屋市立中学校区一覧（小→中）” (PDF).   名古屋市. 2020年8月23日閲覧。

### 書籍
1. 1 2  六三制教育五十周年記念愛知県小中学校誌編集委員会 1998, p. 318.